# يوليوس كافتان
يوليوس كافتان (بالألمانية: Julius Kaftan)‏ هو عالم عقيدة وكاتب ألماني، ولد في 30 سبتمبر 1848 في مقاطعة سوندرلاند في الدنمارك، وتوفي في 27 أغسطس 1926 في برلين شتجليتز في ألمانيا.